# Mycoplasma genitalium
Mycoplasma genitalium (Genitales Mycoplasma) ist ein Bakterium, das Schleimhautzellen des Urogenitaltraktes befällt, sexuell übertragbar ist und Harnröhrenentzündungen, Gebärmutterhalsentzündungen, Unterleibsentzündungen sowie möglicherweise andere Erkrankungen wie reaktive Arthritis verursachen kann. Es wurde erstmals 1981 isoliert und 1983 als neue Art der Mykoplasmen identifiziert.

## Eigenschaften

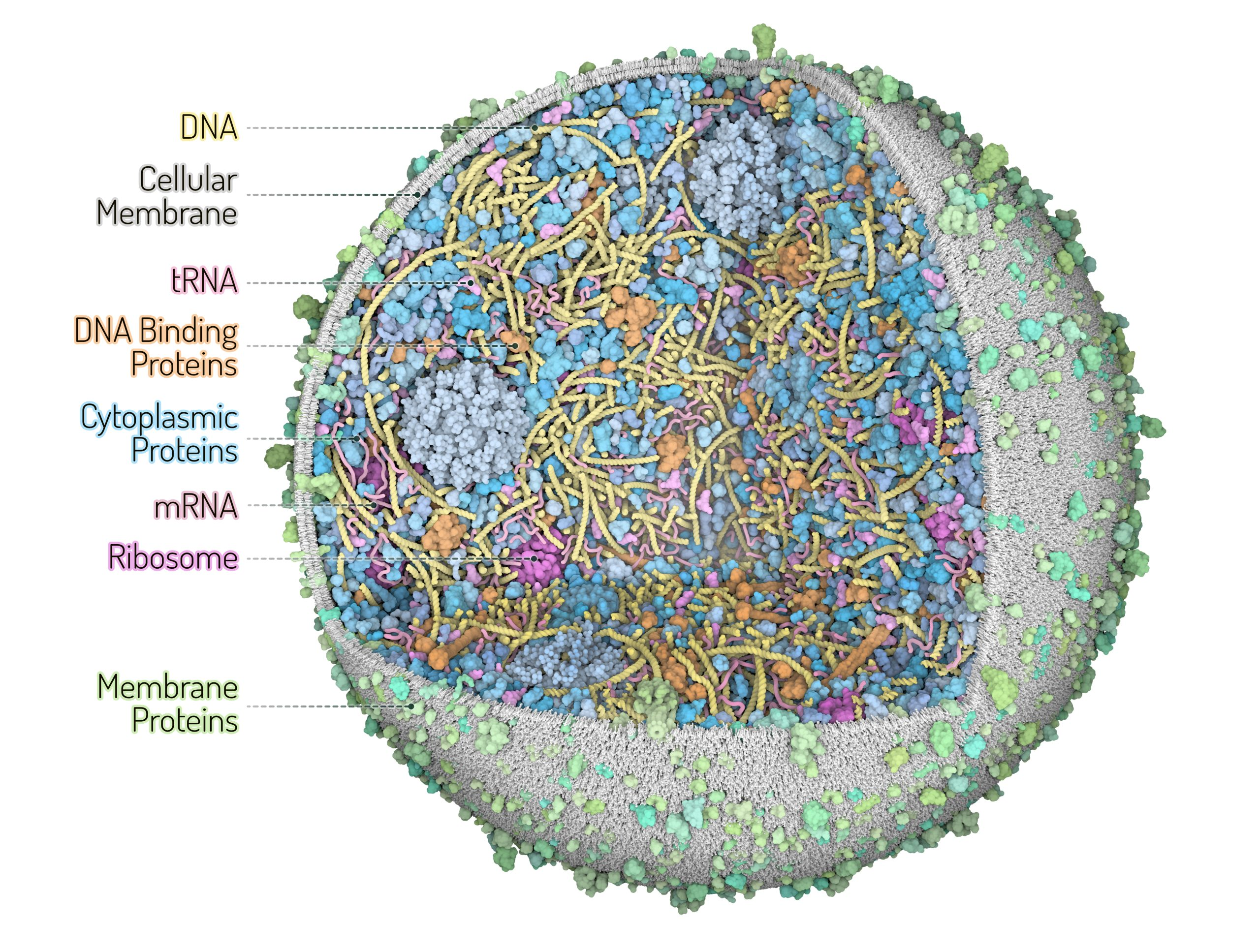
Aufbau

Mycoplasma genitalium ist ein flaschenförmiges, zellwandloses Bakterium, das mit typischen Breiten um 300 nm sowie Längen um 400 – 600 nm im Vergleich zu anderen Bakterien sehr klein ist, es besitzt damit weniger als 10 % des Volumens von Escherichia coli. Mit 580 kbp gehört sein Erbgut zu den kleinsten bekannten Bakteriengenomen. Es kann sich mit speziellen Oberflächenmolekülen an das Genital- und Respirationsepithel anheften. Die Zellmembran von Mykoplasmen enthält Cholesterin, das sonst nur bei Eukaryoten gefunden wird und das nicht selbst produziert wird, sondern aus der Wirtszelle aufgenommen werden muss.

## Nachweis
Infektionen mit Mycoplasma genitalium werden labortechnisch mit einem PCR-Test nachgewiesen.

## Therapie
Da Mykoplasmen keine Zellwand besitzen, sind Antibiotika, die in die Biosynthese der bakteriellen Zellwand eingreifen (z. B. β-Lactam-Antibiotika wie Penicillin oder Cephalosporine), wirkungslos.
Gemäß des aktuellen (2023/2024) Leitfadens erfolgt die Behandlung mit Azithromycin: 1 g am ersten Tag, gefolgt von 500 mg täglich an den Tagen 2–5. Zusätzlich kann eine Vorbehandlung mit Doxycyclin (100 mg 2× täglich oral) erfolgen. Bei nachgewiesener Makrolidresistenz oder Therapieversagen unter Azithromycin wird Moxifloxacin (400 mg einmal täglich oral für 7–10 Tage) oder alternativ Pristinamycin (1 g 4× täglich oral für 10 Tage) empfohlen. Andere Leitlinien empfehlen auch hier eine Vorbehandlung mit Doxycyclin. Alternativ können Minocyclin oder Doxycyclin in einer Dosierung von 100 mg zweimal täglich über 14 Tage verabreicht werden.
Eine Kontrolle des Therapieerfolgs sollte frühestens 4 Wochen nach Beginn der Behandlung erfolgen.